# Oleg Konstantinovič Popov
Oleg Konstantinovič Popov (in russo Олег Константинович Попoв?; Virubovo, 30 luglio 1930 – Rostov sul Don, 2 novembre 2016) è stato un circense russo.

## Biografia
Acrobata, equilibrista e clown, allievo del celebre Karandaš, lavorò nel circo di Saratov dal 1951 al 1955 e in quello di Mosca dal 1955 in poi. Nel 1969 è stato premiato come artista del popolo dell'Unione Sovietica.